# Канестрини, Джованни
Джованни Канестрини (итал. Giovanni Canestrini) (26 декабря 1835, Рево Revò d’Anaunia — 14 февраля 1900, Падуя) — итальянский натуралист и биолог. Распространял идеи Дарвина в Италии.
Обучался в Гориции и Меране, продолжил обучение естественным наукам в университете Вены. С 1862 до 1869 годы читал лекции в университете Модены, в 1869 году получил должность профессора зоологии и сравнительной анатомии в университете Падуи. В 1862 году он основал Società dei Naturalisti Modenesi (Моденское общество натуралистов), а в 1871 году — Società Veneto-Trentina di Scienze Naturali (триенто-венецианское общество естественных наук)
Канестрини сделал вклад в различные биологические дисциплины, ему принадлежат важные исследования в области акарологии. Он защищал дарвинизм и перевёл труды Дарвина на итальянский. Своей популярностью в Италии дарвинизм в XIX веке во многом обязан Канестрини. Перу учёного принадлежит более 200 научных работ, также он основал бактериологическую лабораторию в Падуе.

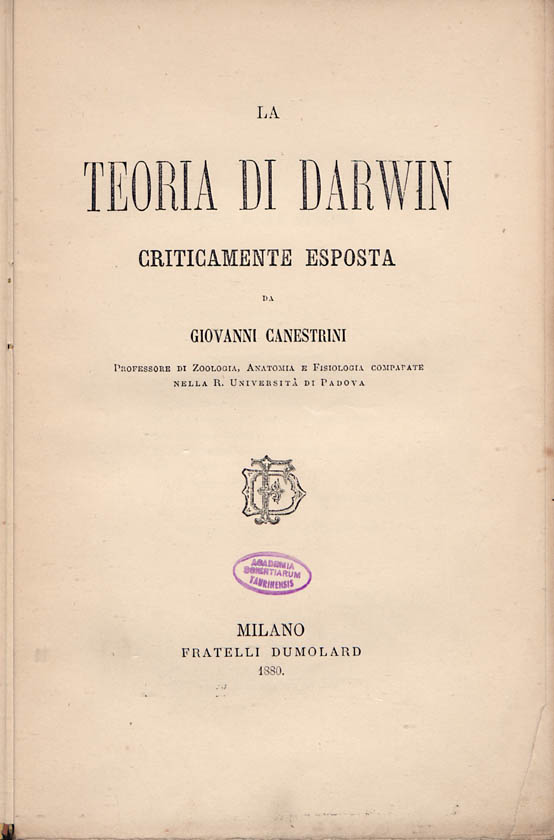
La teoria di Darwin, 1880